# Digonis fumosa
Digonis fumosa là một loài bướm đêm trong họ Geometridae.